# Ba đại diện
Thuyết "Ba đại diện" hoặc tư tưởng quan trọng "Ba đại diện" (chữ Hán: "三个代表" 重要思想, Hán-Việt: "Tam cá đại biểu" trọng yếu tư tưởng) là học thuyết do Giang Trạch Dân đưa ra. Học thuyết được giới thiệu vào Đại hội thứ 16 của Đảng Cộng sản Trung Quốc (11/2002). Về mặt lý luận, thuyết Ba Đại diện một mặt là sự nối tiếp đường lối mở cửa của lãnh tụ Đặng Tiểu Bình nhưng mặt khác cũng đánh dấu việc đảng Cộng sản Trung Quốc bỏ lại đằng sau thuyết đấu tranh giai cấp để nêu cao chủ nghĩa dân tộc Trung Hoa.

## Hoàn cảnh ra đời
Tư duy "Ba Đại Diện" của Giang Trạch Dân xuất phát từ tác phẩm gốc của Karl Marx "Tư bản luận" tập 3, ban đầu được viết bằng tiếng Anh. Sự giải thích sau này về tư duy "Ba Đại Diện" của Giang Trạch Dân, ban đầu được phát hiện bởi sinh viên tiến sĩ Kinh tế tại Đại học Pittsburgh Từ Điên Khánh năm 1984, ông tìm thấy sự không nhất quán giữa văn bản gốc tiếng Anh và bản dịch tiếng Trung của Lenin trong cuốn "Tư bản luận". Từ Điên Khánh sau này trở thành giáo sư Kinh tế tại Đại học Tây Ontario. Từ Điên Khánh là bạn học thuộc về Vương Hộ Ninh, và năm 1995, ông thảo luận về lý thuyết này với Vương Hộ Ninh, lúc đó Vương Hộ Ninh thành viên của Văn phòng Nghiên cứu Chính sách Trung ương, ông sau này đã đóng vai trò quan trọng trong việc phát triển ý niệm này trong các văn kiện nội bộ của đảng.

Ngày 25/12/2000 ông phát biểu về đề tài này trước cán bộ cấp xã và huyện ở tỉnh Quảng Đông, chính thức là để tổng kết phong trào Nói chuyện về Học tập, Chính trị và Tính Chính đáng, một phong trào đẩy mạnh tự phê do ông Tăng Khánh Hồng, một người thân cận của ông Giang, tung ra năm 1999.
Nhưng thuyết Ba Đại diện đã vượt xa mức độ của một bài phát biểu chưa tới một giờ đồng hồ và phần nào trở thành nền tảng cho hệ thống lý luận thời kỳ Giang Trạch Dân.
Học thuyết được ra đời sau khi Giang Trạch Dân nắm quyền hơn 10 năm.

## Nội dung học thuyết
Học thuyết có nội dung:Đảng cộng sản Trung Quốc đại diện cho lực lượng sản xuất tiên tiến, đại diện nền văn hóa tiên tiến và đại diện lợi ích của đông đảo nhân dân Trung Quốc. Năm 2002, Đại hội 16 Đảng Cộng sản Trung Quốc đưa thuyết Ba đại diện vào Điều lệ Đảng. Năm 2004 Quốc hội Trung Quốc cụ thể hóa Thuyết Ba đại diện thành những điều cơ bản của Hiến pháp sửa đổi đặt nền móng cho giải pháp chính trị của nước Trung Hoa tiến tới dân chủ, tự do.
Theo Giang Trạch Dân, sau hơn 20 năm cải cách mở cửa, Trung Quốc có tốc độ tăng trưởng kinh tế bình quân cao nhất thế giới, nhưng Đảng Cộng sản đang đứng trước thử thách mới: Đối nội có nhiều vấn đề nãy sinh mà nổi cộm nhất là nạn tham nhũng đã trở thành "quốc họa". Đối ngoại, sau khi gia nhập WTO, Trung Quốc phải tuân theo các quy tắc cạnh tranh quốc tế, các lĩnh vực kinh tế, chính trị, văn hóa đều bị tác động. Do đó Đảng Cộng sản Trung Quốc cần có một lý luận mới để duy trì địa vị Đảng cầm quyền của dân tộc phù hợp với bối cảnh thế giới hiện đại.

## Ý nghĩa học thuyết
Trung Quốc vẫn còn nằm trong số nước đang phát triển, công nhân công nghiệp vẫn chiếm số đông. Tuy nhiên, thế giới đã bước vào thời kỳ hậu công nghiệp, lao động "cổ xanh" (giai cấp công nhân thời tư bản sơ khai mà Marx đã quan sát) chỉ còn từ 5 đến 10 % không còn là lực lượng sản xuất tiên tiến nữa mà phải nhường vai trò này cho những người lao động có trình độ kỹ thuật cao. Nhân loại đang bước vào nền kinh tế tri thức với những "lao động bác học ".
Thuyết Ba đại diện cung cấp lý luận bỏ qua quan điểm cũ "Đảng cộng sản là đội tiên phong của giai cấp công nhân, giai cấp có sứ mạng lịch sử đào mồ chôn chủ nghĩa tư bản, thiết lập nền chuyên chính vô sản". Đây là bước phát triển lý luận, giải quyết nhận thức mới về Đảng cầm quyền của nước Trung Hoa hiện đại hóa: Trí thức và doanh nhân có vai trò là lực lượng sản xuất tiên tiến, kinh tế tư nhân đóng vai chủ đạo và nền kinh tế được chi phối bởi cơ chế thị trường. Đảng Cộng sản Trung Quốc phải là Đảng đại diện lực lượng sản xuất tiên tiến.
Trước thời kỳ cải cách mở cửa, "nền văn hóa mới" do Đảng Cộng sản Trung Quốc lãnh đạo theo tư tưởng Mao Trạch Đông (Bàn về chủ nghĩa dân chủ mới viết năm 1943), thể hiện đầy đủ nhất trong cuộc Đại cách mạng văn hóa vô sản. Đó là nền văn hóa lấy chính trị làm thống soái, hoàn toàn phụ thuộc vào chính trị, loại bỏ văn hóa truyền thống và triệt để ngăn chặn ảnh hưởng của các nền văn hóa hiện đại có giá trị nhân văn và dân chủ của nhân loại tiến bộ. Cách mạng văn hóa vô sản lấy đấu tranh giai cấp liên tục làm lý tưởng sống, nội dung tạo dựng xã hội và sáng tạo văn học nghệ thuật. Kết quả là một xã hội đại loạn, một nền văn học minh họa thô thiển.
Nay Quốc hội Trung Quốc thông qua sửa đổi Hiến pháp có 3 điểm lớn là: Bảo vệ quyền sở hữu tư nhân; Tôn trọng và bảo vệ nhân quyền; và cụ thể hóa lý thuyết Ba đại diện của Đảng cộng sản, trong đó có đại diện nền văn hóa tiên tiến.
Trả lời phỏng vấn của The Sciense Monitor tháng 4 năm 2004, ông Nguyễn Trần Bạt, Chủ tịch, Tổng giám đốc Invest Consult Group đã có lý khi cho rằng, Giang Trạch Dân "dùng thuật ngữ nền văn hóa tiên tiến để tránh đụng chạm trực tiếp đến chính trị". Và "Đảng cộng sản Trung Quốc thể hiện sự tiên tiến về chính trị do đó mới có hệ quả là thừa nhận quyền con người và hệ quả thứ hai là thừa nhận quyền sở hữu tư nhân các tài sản".
Đúng vậy, nền văn hóa tiên tiến phải là nền văn hóa giải phóng cá nhân, đầy ý thức công dân, tiếp nhận những giá trị tinh hoa của nhân loại, tất nhiên phải tương ứng với một thể chế chính trị tiên tiến, thực sự tự do, dân chủ, tôn trọng nhân quyền.
Đảng cộng sản Trung Quốc "đại diện cho lợi ích của đông đảo nhân dân Trung Quốc" tức là bỏ qua khái niệm đấu tranh giai cấp của chủ nghĩa Mao và hướng tới chủ nghĩa dân tộc và quốc gia Trung Quốc. Mọi giai cấp, mọi tầng lớp trong xã hội Trung Quốc từ nay có thể yên tâm rằng Đảng cộng sản là trung tâm đoàn kết, là chỗ dựa về vật chất và tinh thần của họ.
Thuyết Ba đại diện là một tổng thể có giá trị kim chỉ nam hành động của Đảng cộng sản Trung Quốc, ung cấp phương pháp luận cho công tác xây dựng Đảng, đáp ứng yêu cầu một Đảng lãnh đạo dân tộc ở thời kỳ hiện đại hóa đất nước, trong thế giới hậu công nghiệp.
Trong cuộc trả lời phỏng vấn hãng AFP,Phó Chủ tịch Hồ Cẩm Đào (2002) nói về quan điểm của Chủ tịch Giang về cải cách kinh tế, trong đó có việc kết nạp giới doanh nhân vào Đảng, đã "tổng kết những kinh nghiệm lịch sử của Đảng, chung đúc trí tuệ của Đảng, tuân thủ những nguyên tắc của chủ nghĩa Marx và phản ánh tình hình mới ở Trung Quốc cũng như trên thế giới,"
Ngày 10-10-2009, tại Hội nghị Ban chấp hành Trung ương Đảng cộng sản Việt Nam lần thứ 11, đồng chí Tổng bí thư Nông Đức Mạnh đã nói rằng: "Công tác xây dựng Đảng là nhiệm vụ cấp bách, có ý nghĩa quyết định đối với sự nghiệp cách mạng, ý nghĩa sống còn với Đảng và chế độ". Tham khảo thuyết Ba đại diện của Đảng cộng sản Trung Quốc có lẽ sẽ gợi cho chúng ta nhiều điều để hoạch định "bản thiết kế" xây dựng Đảng thích hợp cho dân tộc ta trong nhiệm kỳ Đại hội 11 này?

## Áp dụng thực tiễn
Năm 2004,Hiến pháp Trung Quốc sửa đổi đã thêm "tư duy Ba Đại Diện" vào cụm từ "con đường xây dựng chủ nghĩa xã hội với tính đặc sắc Trung Quốc và dưới sự dẫn dắt của chủ nghĩa Marx-Lenin, Tư tưởng Mao Trạch Đông và Lý luận Đặng Tiểu Bình"
Đây là dấu hiệu của giai đoạn ông Giang Trạch Dân cầm quyền nêu ra thuyết Ba Đại diện nhằm mở rộng diễn đàn chính trị cho giới doanh gia tham chính.
Từ đó đến nay, Trung Quốc đã có nhiều triệu phú ngồi trong Quốc hội và kinh tế của họ đang vươn lên hàng đầu thế giới.